# 阿尔沃
阿尔沃（西班牙語：Arbo），是西班牙加利西亚自治区蓬特韦德拉省的一个市镇。 总面积43平方公里，总人口3742人（2001年），人口密度87人/平方公里。